# Willem Jansz van Loon
Willem Janszoon van Loon ('s-Hertogenbosch, 1537 - Amsterdam, 16 juli 1618) was een koopman en bewindhebber van de VOC in Rotterdam.
Hij was de zoon van Jan Martensz van Loon en Anna Willems Hamer. De familie Van Loon komt oorspronkelijk uit het Noord-Brabantse Loon op Zand. Willem trouwde in 1561 met Petronella van Roy.
In 1577 ontvluchtten zij de stad Den Bosch, dat door de katholieken werd overgenomen en vestigden zich in Rotterdam. Willem van Loon begon daar een haringhandel.
Hij was op 20 maart 1602 een van de oprichters van de Vereenigde Oostindische Compagnie (VOC). Van de oprichting tot zijn dood was hij een van de bewindvoerders van de VOC-Kamer te Rotterdam. Daarnaast was hij betrokken bij de oprichting van een handelscompagnie voor de Witte Zee, de Noordse Compagnie.